# Robert Shelton
Pour les articles homonymes, voir Robert Shelton (Ku Klux Klan) et Shelton.
Robert Shelton, né le 28 juin 1926 à Chicago, et décédé le 11 décembre 1995, est un critique de cinéma et de musique américain. Journaliste au New York Times, il est célèbre pour avoir contribué à lancer la carrière de Bob Dylan, alors qu'il était inconnu du public.

## Biographie
Robert Shelton est né en 1926 à Chicago de parents immigrés juifs russes. Son père, chercheur chimiste né à Minsk en Russie, et est arrivé aux États-Unis en 1905. Robert a grandi à Chicago et a fréquenté l'école de journalisme de l'Université Northwestern. Il sert dans l'armée américaine en France au cours de la Seconde Guerre mondiale. En 1950, lorsqu'il déménage à New York, il rejoint l'équipe du New York Times. En 1955, en pleine époque de chasse aux communistes aux États-Unis, il sera soupçonné d'affiliation avec le Parti communiste et sera cité à comparaitre, avec 30 autres membres du personnel du New York Times, devant une commission spéciale, le Senate Internal Security Subcommittee. Chacun est menacé de licenciement s'il utilise le cinquième amendement de la constitution américaine pour refuser de répondre aux questions de la commission. Il est inculpé mais est autorisé à travailler parce qu'il n'a pas utilisé le cinquième amendement. Il est cependant transféré du département de l'information à un département moins sensible, et c'est alors qu'il se spécialisera dans la critique musicale.
Durant dix ans, de 1958 à 1968, Shelton sera critique musical pour le Times, chroniquant plus particulièrement les artistes de folk, de pop et de country, Il deviendra un proche de certains d'entre eux, et renforçant son influence et sa signature dans les pages du journal.